# 斯帕克斯維爾 (印地安納州)
斯帕克斯維爾（英語：Sparksville）是位於美國印地安納州傑克遜縣的一個非建制地區。